# Associação Académica do Porto Novo
A Associação Académica do Porto Novo (no alfabeto crioulo cabo-verdiano, ALUPEC, Asosiasão Akademika de Porte Nove) é um clube poliesportivo da cidade de Porto Novo na Ilha de Santo Antão, em Cabo Verde. O clube possui departamentos que incluem futebol e vôlei.
Fundada em 14 de Fevereiro de 1984, a Académica do Porto Novo venceu o primeiro título insular em 1997.
O clube detém diversos títulos regionais de copas, supercopas e torneios de aberturas, somando 10 títulos no total. O clube venceu também o título da taça de Santo Antão a 12 de dezembro de 2015. Em Novembro de 2016, o clube venceu o segundo e mais recente título da taça de toda a ilha.
A Associação Académica do Porto Novo anotou 60 gols na temporada de 2016, sendo esse um recorde do clube.

## Uniformes antigos
A cor do equipamento principal é o preto. O equipamento alternativo é branco e preto.
| Uniforme titular até Setembro de 2015 | Uniforme alternativo até Setembro de 2015 |

## Futebol

### Palmarés
| Escalão | Nº Presenças | Títulos | Melhor Classificação |
| I       | 0            | 2a      |                      |
| II      | 40-45        | 12      | 1a                   |

### Classificações

#### Nacionais (fase grupo)
| Temporada | Div | Pos | Pts    | J | V | E | D | G.M. | G.S. | Diff. | Fase Final      |
| 2003      | 1A  | 5   | 1 pt   | 5 | 0 | 1 | 3 | 3    | 9    | -6    |                 |
| 2004      | 1B  | 4   | 6 pts  | 5 | 2 | 0 | 3 | 9    | 18   | --9   |                 |
| 2011      | 1A  | 1   | 8 pts  | 4 | 2 | 2 | 0 | 11   | 4    | +7    |                 |
| 2012      | 1B  | 2   | 10 pts | 5 | 3 | 1 | 1 | 10   | 6    | +4    |                 |
| 2013      | 1B  | 2   | 10 pts | 5 | 3 | 1 | 1 | 5    | 1    | +4    |                 |
| 2014      | 1A  | 2   | 8 pts  | 5 | 2 | 2 | 1 | 7    | 2    | +5    |                 |
| 2015      | 1A  | 3   | 7 pts  | 5 | 2 | 1 | 2 | 5    | 5    | 0     |                 |
| 2016      | 1B  | 2   | 11 pts | 5 | 3 | 2 | 0 | 6    | 1    | +5    |                 |
| 2017      | 1B  | 2   | 11 pts | 6 | 3 | 2 | 1 | 12   | 7    | +5    | Meia-finais: 4a |
| 2018      | 1A  | 3   | 8 pts  | 6 | 2 | 2 | 2 | 8    | 7    | +1    | Não qualificado |
| 2019      | 1A  | 3   | 9 pts  | 6 | 1 | 4 | 1 | 7    | 9    | -2    | Não qualificado |

#### Regionais
| Temporada | Div | Pos | Pts | J | V | E | D | G.M. | G.S. | Diff. |
| 2004-05   | 2   | 1   | -   | - | - | - | - | -    | -    | -     |
| 2010-11   | 2   | 1   | -   | - | - | - | - | -    | -    | -     |
| 2011-12   | 2   | 1   | -   | - | - | - | - | -    | -    | -     |
| 2012-13   | 2   | 1   | -   | - | - | - | - | -    | -    | -     |

## Estatísticas
- Melhor posição: 2.ª (nacional)
- Apresentadas na competições da taças nacional: 1
- Apresentadas na competições na Taças de Santo Antão: 2
- Apresentadas na Campeonato Nacional: 4
- Melhor gols totais na temporada, nacional: 11
- Melhor vences totais na temporada nacional: 4
- Melhor pontos totais na temporada: 11 (nacional)

## Presidentes
- Elísio Silva (até Setembro de 2015)
- Osvaldinho Silva Lopes (desde Setembro de 2015)